# Caspar von Schele

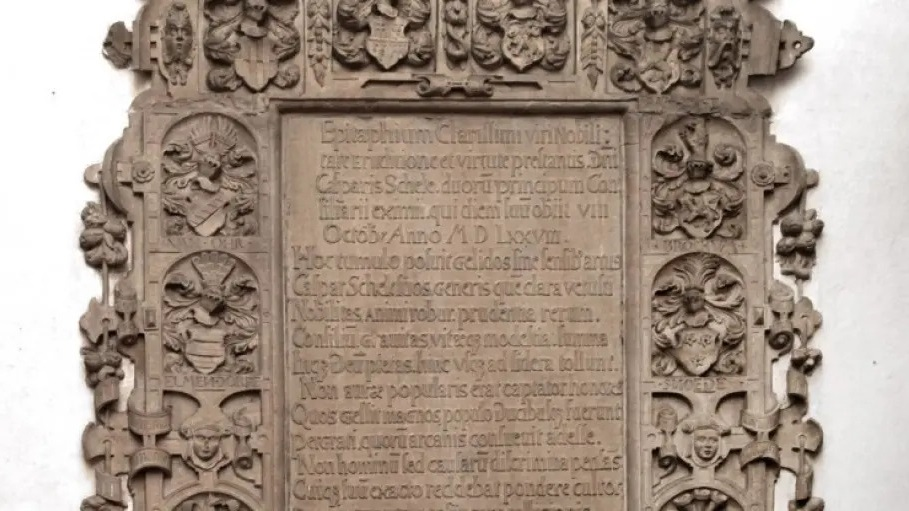
Epitaph für Caspar von Schele in der Schledehausener Kirche

Caspar (Jasper) von Schele (* 1525; † 8. August 1578 auf der Schelenburg bei Schledehausen) war ein Reformator im Hochstift Osnabrück.

## Familie
Caspar von Schele war ein Sohn von Sweder Schele, Erbherr zur Schelenburg, und Anna van Welvelde (Provinz Overijssel). Er heiratete Alheid Ripperda (1537–1582). Die Schelenburg erbte sein Sohn Adam von Schele (1568–1653).

## Leben
Schele ist hervorgetreten als kraftvoller Förderer der Reformation im Hochstift Osnabrück. Nach einer gründlichen Schulausbildung, die ihn nach Osnabrück, Oldenzaal, Wiedenbrück, Münster, Emmerich und Magdeburg führte und ihm solide Kenntnisse in der lateinischen Sprache vermittelte, ging er 1543 an die Universität Wittenberg und studierte bei Philipp Melanchthon und Martin Luther. Schon im Februar dieses Jahres hatte er in Osnabrück die Predigten des dortigen Reformators Hermann Bonnus gehört. Der Osnabrücker Fürstbischof Franz von Waldeck gab ihm ein Empfehlungsschreiben an Martin Luther und Philipp Melanchthon in Wittenberg mit. Er wurde Luthers Tischgenosse und hatte auch nach seiner Rückkehr in die Heimat noch mit Luther korrespondiert.
Er besaß zunächst mit seinem Bruder Christoph gemeinschaftlich die Güter Schelenburg (Kirchspiel Schledehausen) und Welvelde (Provinz Overijssel). Durch Erbteilung 1556 gelangte er in den alleinigen Besitz der Schelenburg. Unter ihm erfolgte die Fortsetzung des von seinen Eltern begonnenen Schlossausbaus im Stil der Renaissance. Als Patronatsherr der Pfarrkirche in Schledehausen setzte er dort nacheinander zwei lutherische Prediger ein, die beiden Pfarrer Johannes Stickfort (amt. 1567–1572) und Vergetius Schwietering (amt. 1575–1614). Schledehausen wurde fast geschlossen evangelisch und blieb es auch, als später wieder katholische Geistliche die Pfarrstelle besetzten. Daneben stand er in Verbindung mit namhaften Gelehrten seiner Zeit und förderte junge Edelleute und Studenten, diese auch mit Geld und Büchern. Das Echo darauf waren zahlreiche Dedikationen und Lobgedichte.
Der Geschichtsschreiber Hermann Hamelmann nannte ihn einen „Beschützer, Freund und Helfer der Armen“ und „das Muster eines Mannes, der mit Recht fromm genannt werden kann“. „Es war eine männliche Frömmigkeit, die ihn auszeichnete. Sie galt auch im öffentlichen Leben seines Landes etwas und verschaffte ihm Einfluss.“ So war es nicht zuletzt sein Eintreten für Herzog Heinrich von Sachsen-Lauenburg, dem dieser als Protestant 1574 seine Wahl zum Bischof von Osnabrück zu verdanken hatte. Sein Epitaph ist links hinter dem Altar in der Ostwand der Laurentius-Kirche in Schledehausen eingelassen.